# Yang Gui-ja
Yang Gui-ja (* 17. Juli 1955 in Chŏnju in der Provinz Nord-Chŏlla) ist eine südkoreanische Schriftstellerin.

## Leben
Yang Gui-ja wurde 1955 als zweitjüngstes von sieben Geschwistern geboren. Sie hatte fünf ältere Brüder und eine jüngere Schwester. "Im Dorf nannten sie uns die 'von Söhnen Gesegneten'. Fünf kräftige Jungs hintereinander und danach wie gerufen zwei Töchter." (aus Der Gipfel Han'gyeryŏng).
1960 starb der Vater, weshalb der älteste Bruder die Aufgabe übernehmen musste, für den Lebensunterhalt der großen Familie zu sorgen. Ihr Schuldgefühl gegenüber dem ältesten Bruder drückt sich in der Kurzgeschichte Der Gipfel Han'gyeryŏng aus. Der Kritiker Hong Chŏng-sŏn wies darauf hin, dass aus den Erzählungen von Yang Gui-ja ein Gefühl tiefer Scham angesichts ihres Lebens sowie der Wunsch nach Wiedergutmachung gegenüber dem ältesten Bruder spreche.
Ab 1967 besuchte Yang Gui-ja die Mittelschule, verbrachte die meiste Zeit in der Bibliothek und las viel. 1970 ging sie zur Oberschule, nahm an verschiedenen Literaturwettbewerben teil und begann ambitioniert zu schreiben. 1974 wurde sie als Stipendiatin für ein Literaturstudium an der Universität Wongwang in Iksan ausgewählt. Nach dem Abschluss des Studiums 1978 arbeitete sie als Koreanischlehrerin an der Honam-Oberschule der Stadt Chŏngŭp. Aber nach einem Monat kündigte sie und bewarb sich an der Kŭmsang-Oberschule auf einer kleinen Insel. Im Mai 1980 debütierte sie mit den zwei Erzählungen Neu beginnender Morgen und Die geschlossene Tür in der Literaturzeitschrift Literatur und Gedanken (Munhak sasang). 1980 gab sie ihre Tätigkeit als Lehrerin auf, heiratete und zog in den Seouler Vorstadtort Wonmidong um. Ab 1981 schrieb sie Erzählungen und publizierte schließlich 1985 ihren ersten Sammelband und 1987 Die Leute von Wonmidong. Die Serienerzählungen erhielten große Resonanz, und Yang Gui-ja wurde eine der repräsentativsten Autoren der 80er Jahre. Nach diesem Erfolg veröffentlichte sie Der Weg zum Ch'ŏnmach'ong. In dieser produktiven Zeit verließ sie den Ortsteil Wonmidong, in dem sie zehn Jahre gelebt hatte, und zog nach Kugidong, Seoul um. Ihr Roman Ich begehre das, was mir verboten ist führte zum Feminismusstreit und wurde verfilmt. Für die Erzählung Die verborgene Blume, die sie im selben Jahr veröffentlichte, erhielt sie den Yi-Sang-Literaturpreis. 1993 publizierte sie den dritten Sammelband Auch Trauer wird zu Kraft. Danach konzentrierte sie sich auf Romane. Sie betonte die notwendige Veränderung des Schriftstellerbewusstseins, um auf den Wandel der Zeit zu reagieren, und forderte die direkte Kommunikation mit den Lesern. Außerdem vertrat sie den Standpunkt, Literatur solle die elitäre Attitüde fallen lassen und ihre eigentliche Substanz, das Erzählerische und die Ergriffenheit zurückgewinnen. Der 1995 publizierte Roman Tausendjährige Liebe wurde ein Bestseller, ebenso war der Roman Der Widerspruch (1998) einen großen Publikumserfolg.

## Arbeiten

### Erzählbände
- 귀머거리새 (Der taube Vogel) Minŭm, 1985.
- 원미동 사람들 (Die Leute von Wonmidong) Munhak-kwa chisŏngsa, 1987.
- 슬픔도 힘이 된다 (Auch Trauer wird zu Kraft) Munhak-kwa chisŏngsa, 1993.

### Romane
- 희망 (Hoffnung) Sallim, 1990.
- 나는 소망한다 내게 금지된 것을 (Ich begehre das, was mir verboten ist) Sallim, 1992.
- 천년의 사랑 (Tausendjährige Liebe) Sallim, 1995.
- 모순 (Der Widerspruch) Sallim, 1998.

### Übersetzungen

#### Deutsch
- Die Leute von Wonmidong Bielefeld: Pendragon, 2000 ISBN 978-3929096750.
- Hoffen St. Ottilien: EOS Verlag, 2002 ISBN 3830671261.

#### Englisch
- A distant and Beautiful place Honolulu: University of Hawaii Press, 2003.
- Contraditions Cornell Univ. East Asia Program, 2005.
- Rust Seoul: Jimoondang Publishing Company.

## Auszeichnungen
- 1999 – Literaturpreis des 21. Jahrhunderts
- 1996 – Preis für zeitgenössische Literatur
- 1992 – Yi-Sang-Literaturpreis
- 1988 – Yu-Chu-hyŏn-Literaturpreis
- 1978 – Preis für Nachwuchsautoren der Zeitschrift Munhak sasang